# Henrik Nádler
Henrik Nádler (19 marzo 1901 – 12 maggio 1944) è stato un calciatore ungherese, di ruolo centrocampista.

## Carriera
All'inizio degli anni '20 si unì all'MTK Budapest, squadra con cui vinse 6 campionati di fila (1919–1920, 1920–1921, 1921–1922, 1922–1923, 1923–1924, 1924–1925), di cui i primi 3 da comprimario ed i secondi da titolare. Rimase nella stessa squadra fino alla fine del decennio, avendo l'occasione di vincere un settimo campionato (1928-1929), seppure da riserva (2 sole presenze in stagione). Il suo palmarès conta anche 2 Coppa d'Ungheria (1923, 1925). Morì durante la Seconda Guerra Mondiale.

## Palmarès

### Giocatore

#### Competizioni nazionali
- Campionato ungherese: 7

MTK Budapest: 1919-1920, 1920-1921, 1921-1922, 1922-1923, 1923-1924, 1924-1925, 1928-1929
- Coppa d'Ungheria: 2

MTK Budapest: 1922-1923, 1924-1925